# غومازي جاري
غومازي جاري (بالفارسية: گومازی جاری) هي قرية تقع في البلدة المركزية في إيران. يقدر عدد سكانها بـ 111 نسمة بحسب إحصاء 2016.